# Тревізо (аеропорт)
Аеропорт Тревізо, також відомий як аеропорт Сантанджело Тревізо імені Антоніо Канови або скорочено Венеція-Тревізо (італ. L'aeroporto "Antonio Canova" di Treviso-Sant'Angelo) (IATA: TSF, ICAO: LIPH) — комерційний аеропорт, розташований за три кілометри на захід від італійського міста Тревізо однойменної провінції і за 20 кілометрів від Венеції.
Обслуговує рейси переважно бюджетних авіакомпаній. Аеропорт названо на честь венеційського скульптора Антоніо Канова.

## Наземний транспорт
Громадський автобус, оператора Mobilità di Marca, з'єднує аеропорт із залізничним вокзалом (Тревізо- Центральний) в центрі Тревізо  Автобуси оператора BARZI BUS SERVICE  досягають Венеції за 40 хвилин. Також є рейси що прямують до центру міста Тревізо. Щоденно автобуси оператору DRD прямують до Любляни (Словенія) через аеропорт Венеція-Марко Поло та аеропорт Трієст . Також є рейси до Падуї оператора SITA. .

## Авіалінії та напрямки
| Авіакомпанія | Пункт призначення |
| ------------ | --- |
| Laudamotion  | Сезонний: Штутгарт (з 28 лютого 2019) |
| Pobeda       | Москва-Внуково |
| Ryanair      | Барі, Париж-Бове, Берлін-Шенефельд, Бордо (з 1 квітня 2019), Бріндізі, Брюссель, Будапешт, Кальярі, Катанія, Брюссель-Шарлеруа, Кельн/Бонн, Дублін, Східний Мідландс, Единбург, Ейндговен, Фес, Франкфурт, Гран-Канарія, Гамбург, Краків, Ламеція-Терме, Лондон-Станстед, Малага, Мальта, Манчестер, Марракеш, Неаполь, Палермо, Порту (з 2 квітня 2019), Прага (з 1 квітня 2019), Софія, Валенсія, Вільнюс, Тенерифе-Південний, Варшава-Модлін Сезонний: Корфу, Ібіца, Лідс/Бредфорд, Стокгольм-Скавста |
| Wizz Air     | Бухарест, Кишинів, Клуж-Напока, Крайова, Яси, Скоп'є, Тімішоара |